# Bernard Dizambourg
Bernard Dizambourg, né le 30 août 1949 est un universitaire français, président de la ComUE Université Paris-Est de 2013 à 2015 et président honoraire de l'Université Paris-Est Créteil Val de Marne (anciennement Université Paris 12). 
Il a été conseiller spécial auprès de la ministre de l'Enseignement supérieur et de la Recherche Valérie Pécresse de mars 2010 à juin 2011.

## Biographie
Bernard Dizambourg est une personnalité au parcours particulier : titulaire d’un brevet de technicien de physicien en 1967, d’un DUT mesures physiques en 1969, il est par la suite admis au Certificat d'aptitude au professorat de l'enseignement technique.
Il est diplômé de l’École supérieure de commerce et administration des entreprises de Rouen en 1976 et obtient un doctorat en sciences de gestion en 1983. 
Bernard Dizambourg est maître de conférences en gestion. 
Il prend ses premières fonctions de direction au sein de l'IUT Créteil-Vitry de l'université Paris-Est Créteil Val-de-Marne. Il y enseigne et dirige le département techniques de commercialisation, puis en 1984, il prend en charge la formation continue de cet IUT.
En 1991, il est élu président de l’université Paris-Est Créteil Val-de-Marne et devient premier vice-président de la conférence des présidents d’université de 1994 à 1995. 
En 1997 il préside l’Établissement public de Jussieu qu'il quitte en 2003 pour prendre la direction de l'École supérieure de l'éducation nationale, de l'enseignement supérieur et de la recherche (ESEN) de Poitiers.
Il devient inspecteur général de l’éducation nationale et de la recherche (IGAENR) en 2006. En tant que responsable du groupe "enseignement supérieur", il réalise des audits sur les universités qui demandent leur autonomie conformément à la Loi relative aux libertés et responsabilités des universités de 2007. 
Bernard Dizambourg intègre le cabinet de la ministre de l'enseignement supérieur et de la recherche Valérie Pécresse de 2010 à 2011 à la fonction de conseiller spécial.
De 2013 à 2015, il est président de la communauté d'universités et établissements Université Paris-Est.

## Publications
- Pour comprendre l'évaluation, ESEN, 2008, 256p